# Мара Бранкович
Мара (Мария) Бранкович (1412/1417/1418/1419/1420 — 14 сентября 1487) — дочь деспота Сербии Георгия Бранковича, жена османского султана Мурада II. После того, как Мара овдовела, на ней хотел жениться последний византийский император Константин XI Палеолог.
Мара имела влияние на своего мужа и своего пасынка, Мехмеда II. Баязид II относился к ней с уважением. Она не сменила религию и покровительствовала христианам в Османской империи, была ктитором монастыря Хиландар на Афоне. Три раза она способствовала назначению Константинопольских патриархов. Часто Мара играла роль дипломата: была посредником между отцом и мужем, между венецианцами и османами.

## Биография

### Происхождение
Мара была дочерью деспота Сербии Георгия Бранковича. В хрониках нет данных о её рождении. Первое появление в источниках — это изображение, как и других членов семьи Георгия Бранковича, на его дарственной грамоте (хрисовуле) монастырю Эсфигмен на Афоне в августе 1429 года. Первое письменное сообщение о Маре относится к её браку.
Историки высказывают различные мнения о рождении Мары. Хотя они предполагают, что Георгий Бранкович был женат два раза, но личность первой жены остается неизвестной. В письме из Дубровника от 11 декабря 1408 года упоминается дочь Георгия Елена. Кроме того, Псевдо-Сфрандзи утверждал, что в 1451 году Маре было 50 лет, и, следовательно, она была ребёнком от первого брака Георгия. Псевдо-Сфрандзи также утверждал, что Мара была двоюродной сестрой императора Трапезунда Иоанна IV Комнина и двоюродной сестрой последнего византийского императора Константина XI Палеолога. Это привело некоторых ученых, в том числе и Д. Никола, к утверждению, что первой женой Георгия и матерью Мары была неизвестная сестра Иоанна IV Комнина. Сербский историк Р. Чук полагала, что упоминаемая в письме Елена, дочь Георгия, может быть дочерью Георгия Балшича. Она утверждала, что предположения о браке Георгия на трапезундской принцессе неверны. По мнению Э. Брайера, Георгий Бранкович не был женат ни на одной принцессе из Трапезунда.
В изданной в 1994 году книге «The Byzantine Lady: Ten Portraits, 1250—1500» Д. Никол писал, что Мара была дочерью первой жены деспота Бранковича. Поскольку второй раз Георгий женился в 1414 году, дату рождения Мары Д. Никол называл как «около 1412 года».
Второй женой деспота была Ирина Кантакузина, дочь Дмитрия I, деспота Мореи. Ранее в книге «The Byzantine Family of Kantakouzenos», Д. Никол описал Мару как старшую дочь от брака с Ириной Кантакузиной. Такого же мнения придерживались и другие историки. Н. Сакаоглу считал матерью Мары трапезундскую принцессу, тем не менее он указывал 1420 год как год рождения Мары, как и историк Д. Олдерсон. При этом, последний считал матерью Мары «Ирину Комнину», а не Ирину Кантакузину. Аналогично и Ч. Улучай писал, что она родилась примерно в 1419 году и её мать «Ирина Комнина».
Ф. Бабингер писал о рождении Мары в нескольких трудах, но давал противоречивые данные. Он сообщал, что 4 сентября 1435 года Маре было примерно шестнадцать лет, а это относит её год рождения к 1419 году. Далее он писал, что она умерла в возрасте семидесяти лет, то есть она родилась в 1417 году. В другом труде он утверждал, что Мара родилась не раньше 1416 или 1417 года, и что в 1435 году ей было около восемнадцати лет. М. Пуркович полагал, что Мара родилась около 1418 года. По мнению Р. Чук, Мара родилась в 1418 году и была третьим ребёнком Ирины и Георгия.
О детских годах Мары ничего не известно. Можно предположить, что как дочь правителя Сербии, она получила прекрасное образование.

### Брак
Согласно Дуке, Ашикпашазаде и Нешри, предложение брака исходило от Георгия, который предложил в приданое бо́льшую часть Сербии. Султан Мурад II счёл выгодным жениться на Маре. Султан отправил в Сербию для переговоров одного из своих визирей, который договорился о помолвке. Дука и Орудж писали, что султан отправил в Сербию за Марой визиря Саруджу-пашу, бейлербея Румелии, и её привезли в европейскую столицу османов — Эдирне. Хронисты датируют помолвку 1427/28 или 1429/30 годами, но сообщения других источников относят её к 1433 году. Архивы Рагузы содержат сведения, что к Георгию Бранковичу в марте 1433 года из Рагузы поехали посланники поздравить деспота с двумя помолвками его дочерей с султаном Мурадом и Ульрихом Цилли. Бертрандон де ла Брокьер, который в марте того же года проезжал через Сербию, писал, что у деспота было «две дочери, одна из которых замужем за турком, а другая — за графом Зейлем».
Сербские хроники датируют брак 4 сентября 1435 года. Халкокондил и Мавро Орбини также относили свадьбу к 1435 году. Лишь Дука датировал её 1436 годом. В приданое Мары входили Топлица и Дубочица, и они были переданы султану уже при помолвке в 1433 году.
За несколько лет до этого Мурад женился на Хатидже Халиме, дочери или внучке Исфендияра-бея, правителя Синопа. Султан отослал Хатидже Халиме в Бурсу перед женитьбой на Маре. Дука писал, что Мара была второй женой Мурада, и поскольку она была красивее Хатидже Халиме, он предпочёл Мару. Потом он отправил Мару в Бурсу и привёл к себе Хатидже Халиме Хатун. Неизвестно, как долго Мара пробыла во дворце Бурсы. У Мурада II в гареме было много наложниц, но он не держал двух своих жен — Хатидже Халиме и Мару — вместе. Одну он держал в Бурсе, а другую — во дворце Эдирне.

### Конфликты мужа и отца Мары
Георгий отказывался сотрудничать с османами, продолжал поддерживать отношения с венграми, принимал участие в подготовке крестового похода против османов. В 1438 году султан просил Мару использовать свое влияние на отца, чтобы разорвать его союз с Венгрией и не провоцировать войну. Мара вместе с братом Стефаном в 1438 году писала своему отцу в Сербию. Это было, вероятно, связано с тем, что султан просил деспота в 1438 году передать Смедерево. Тем самым деспот показал бы, что поддерживает не венгров, а султана. Мара и Стефан советовали отцу передать Смедерево туркам. Но просьбы Мары были проигнорированы Георгием Бранковичем. Он захватил крепость Смедерево, которую султан отдал ему ранее как выкуп за пленённого сербами зятя (мужа сестры) султана. Несмотря на мольбы Мары, в середине 1439 года Мурад напал на Сербию, Георгий Бранкович с сыном Григорием защищали Смедерево. Осада длилась три месяца, но 18 августа 1439 года защитники сдались. Брат Мары попал в плен и был отвезён в Эдирне, где находились Мара и её другой брат, Стефан. Через некоторое время обоих братьев обвинили в тайной переписке с отцом. Сыновей деспота сначала заключили в тюрьму, а затем отправили в Амасью. 8 мая они были ослеплены. По словам Константина из Островицы, повеление ослепить их было секретным. Он не хотел, чтобы Мара узнала об этом. Но до неё дошли сведения, и она стала просить мужа помиловать её братьев. Султан прислушался к её просьбе и отменил приказ, но опоздал и братья Мары были уже ослеплены. «Султан, узнав, что тот, кому было поручено это делать, так поспешил, велел ему самому выколоть глаза». Существует поздняя легенда, что они навещали Мару в Эдирне и на охоте были более удачливы или умелы, чем султан. Он приказал их ослепить просто из зависти.
3 ноября 1443 года армия под командованием Яноша Хуньяди одержала победу в битве при Нише, 24 декабря разгромила османскую армию около Яловаца между Софией и Филиппополем, а в начале января 1444 года  одержала победу в битве при Куновице. Мурад II, вынужденный сражаться и с крестоносцами в Румелии, и с Ибрагимом Караманидом в Анатолии, вынужден был пойти на мирные переговоры. Они начались в начале 1444 года в Буде. Монах от Мары прибыл в Рагузу 4 марта 1444 года. Рагузане помогли ему добраться до Георгия и отправили своего посланника с письмом к деспоту. В марте и апреле парламент Венгрии рассматривал вопрос заключения мира. В это время в Буду прибыл гонец Мары, через которого султан установил контакты с деспотом. Султан принял условия Георгия — восстановление деспотата и возвращение его сыновей при признании сюзеренитета Османской империи. В июне 1444 года султан подписал с королем Венгрии Владиславом Сегедский мирный договор, по которому признавал независимость пограничных с Венгрией сербских земель. По этому же договору обе стороны в течение 10 лет обещали не переходить Дунай. Таким образом, Мара была посредником в заключении мира.  После заключения договора её братья были отправлены к отцу в Сербию.

### Последние годы Мурада
В августе 1444 года Мурад передал султанский трон своему 12-летнему сыну Мехмеду, решив отойти от государственных дел. Воспользовавшись тем, что армия Мурада находилась в Анатолии, а у власти в Османской империи оказался подросток, Владислав возобновил военные действия, однако Георгий Бранкович, ранее бывший союзником Владислава, отказался присоединиться к крестовому походу. Вероятно, это объясняется влиянием Мары на отца. В битве при Варне Мурад уничтожил коалицию западно-христианских держав. Некоторое время спустя султан снова отрёкся и передал свои полномочия сыну Мехмеду, которому едва исполнилось тринадцать лет. Мурад удалился в Манису в Малой Азии, взяв с собой лишь нескольких верных друзей и товарищей. Мара, по-видимому, была с ним. Неизвестно, была ли Мара с Мурадом между 1444 и 1446 годами. В последующие годы Мурад несколько раз возвращался в Эдирне. В Манисе он пристрастился к пьянству и умер от инсульта 3 февраля 1451 года в возрасте сорока семи лет. Справедливость и доброжелательность султана подчёркивали не только османские, но и византийские историки. Византийские историки, современники Мары, писали, что султан относился к Маре с любовью. По словам Н. Сакаоглу, «она питала ненависть, а не любовь к своему мужу, который разграбил её родину и причинил столько зла её семье».
В Европе была распространена легенда, что Мара была матерью сына Мурада по имени Орхан. Он был крещён папой Каликстом III и принял имя Каликст Осман (якобы, тайно вывезенный в Венецию после падения Константинополя в 1453 году, Пий II предполагал, что он был самозванцем). Однако, согласно историкам, детей у Мары не было.

### В Сербии до смерти отца
Когда умер её муж Мурад II, Мехмед хотел, чтобы Мара снова вышла замуж, но она не согласилась. С разрешения Фатиха она поехала в Сербию к отцу. Мехмед II богато одарил мачеху. Он возвратил деспоту земли, полученные как её приданое — Топлицу и Дубочицу.
Византийский император Константин XI Палеолог хотел жениться на Маре из-за её влияния на пасынка, султана Мехмеда, но она отказалась. В 1454—1455 годах она отказалась ещё от одного навязываемого ей брака. Это был некий Йован Йискра, командир чешских наёмников, приехавших сражаться за её отца в Сербию.

### Возвращение к османам

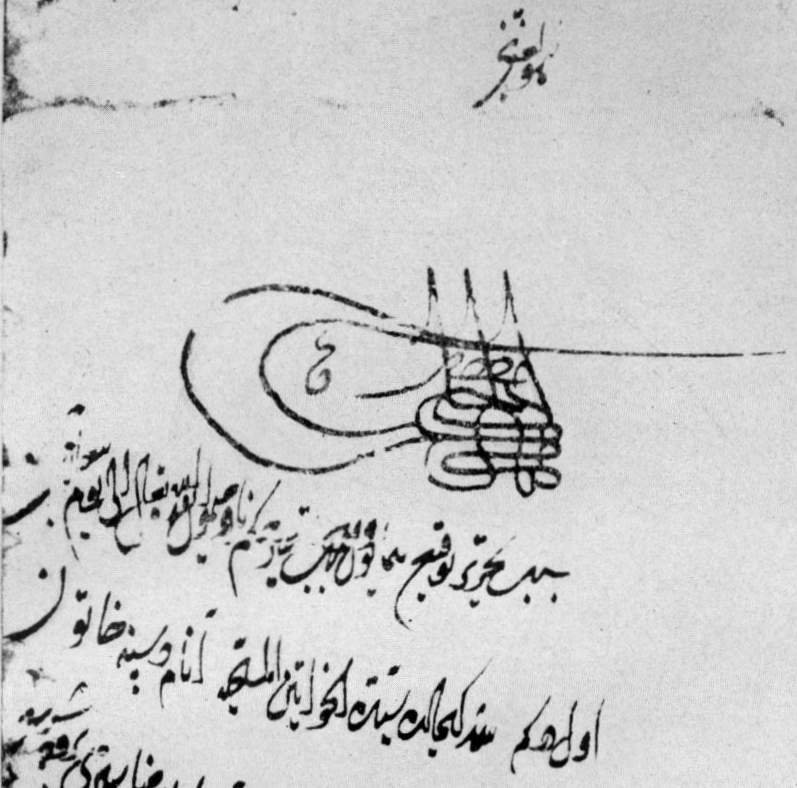
Письмо Мехмеда Маре

Её отец Георгий Бранкович умер в декабре 1456 года, а его жена — 3 мая 1457 года. Ходили слухи, что Ирину отравил её младший сын Лазарь. После смерти Ирины Мара бежала из Смедерево и вернулась к османам. В 1457 году из Стамбула Мара вела переписку от имени своего брата Григория по поводу сокровищ их отца, хранившихся в Рагузе.
Сербские и турецкие источники утверждают, что у Мары были поместья полученные от Мехмеда II — Ежево и Мравинцы. Они названы в грамоте Мары от 21 мая 1466 года.
В 1459 году великий визирь Махмуд-паша завоевал Сербию и присоединил её к османским землям. С разрешения пасынка Мара отправилась в Ежево. Мехмед подарил ей богатый монастырь Святой Софии в Салониках, освободив его от налогов на доходы. В фирмане (дарственной грамоте) Мехмед называет Мару «моя мать Деспина Хатун».
Мара держала в Ежево свой двор, в который входили монахи и сербская знать.

### Мара как дипломат
В Османской империи и в Рагузе было известно, что Мара имеет влияние. Посланники из Рагузе в Стамбул, отправившиеся в марте 1458 года, должны были посетить влиятельных деятелей из окружения Мехмеда. Первым был Махмуд-паша, а второй Мара.
Послы к султану из Западной Европы, особенно из Венеции, иногда заезжали к Маре по пути в Стамбул. Венецианцы её называли «Маренго дель Гран Турко» или «Мадренья дель Император». В 1469 году в Ежево к ней присоединилась её младшая сестра Екатерина, вдова Ульриха Цилли. Они принимали послов из Рагузы, где у сестёр были счета. Во время турецко-венецианской войны (1463—1479) они выступали посредниками и дипломатическими агентами. После взятия в 1470 году Эвбеи (Негропонте) султан согласился на переговоры о мире. Для посланников было выписано разрешение для въезда. По инструкции венецианского правительства, посланникам было нужно дождаться гонца Марии с пропуском, а прибыть к Маре и Екатерине с благодарностью от имени правительства Венеции и подарками. Но пропуска прибыли поздно, лишь в начале февраля 1471 года, поэтому посланникам было приказано вернуться. Но они доехали до Мары и Екатерины. Сёстры согласились сопровождать посланников в Стамбул.
Но мир не был заключён, поскольку венецианцы сочли требования султана чрезмерными. Перед кампанией против Узун Хасана Мехмед попросил Мару быть посредником в новых мирных переговорах. Но условия султана опять оказались неприемлемыми для венецианцев. К тому же они рассчитывали поддержать Узун Хасана. Так, в 1473 году Мара снова выступила посредником в турецко-венецианских отношениях. Об участии Мары свидетельствует её письмо, отправленное в Рагузу 18 декабря 1473 года из Стамбула. Ещё одна попытка была сделана ею в 1475 году. Венецианский посланник прибыл к султану в марте 1475 года, но венецианцы отвергли условия султана как «бесчестные». Мара убеждала венецианцев согласиться на мир и отправила послу два письма, о которых он сообщил в Венецию. В ответном письме посол обращается к Маре с большим уважением, но выражает сожаление, что условия султана неприемлемы. Это была последняя попытка Мары участия в мирных переговорах.

### Мара как покровитель Православной церкви
Через Мару султан продавал венецианцам христианские реликвии. Среди гостей, посещавших Ежево, был Теодор Спандунес.
С 1462 года Мара посылала в Рагузу своих представителей, чтобы забрать дань Стона и передать её монастырям Афона.

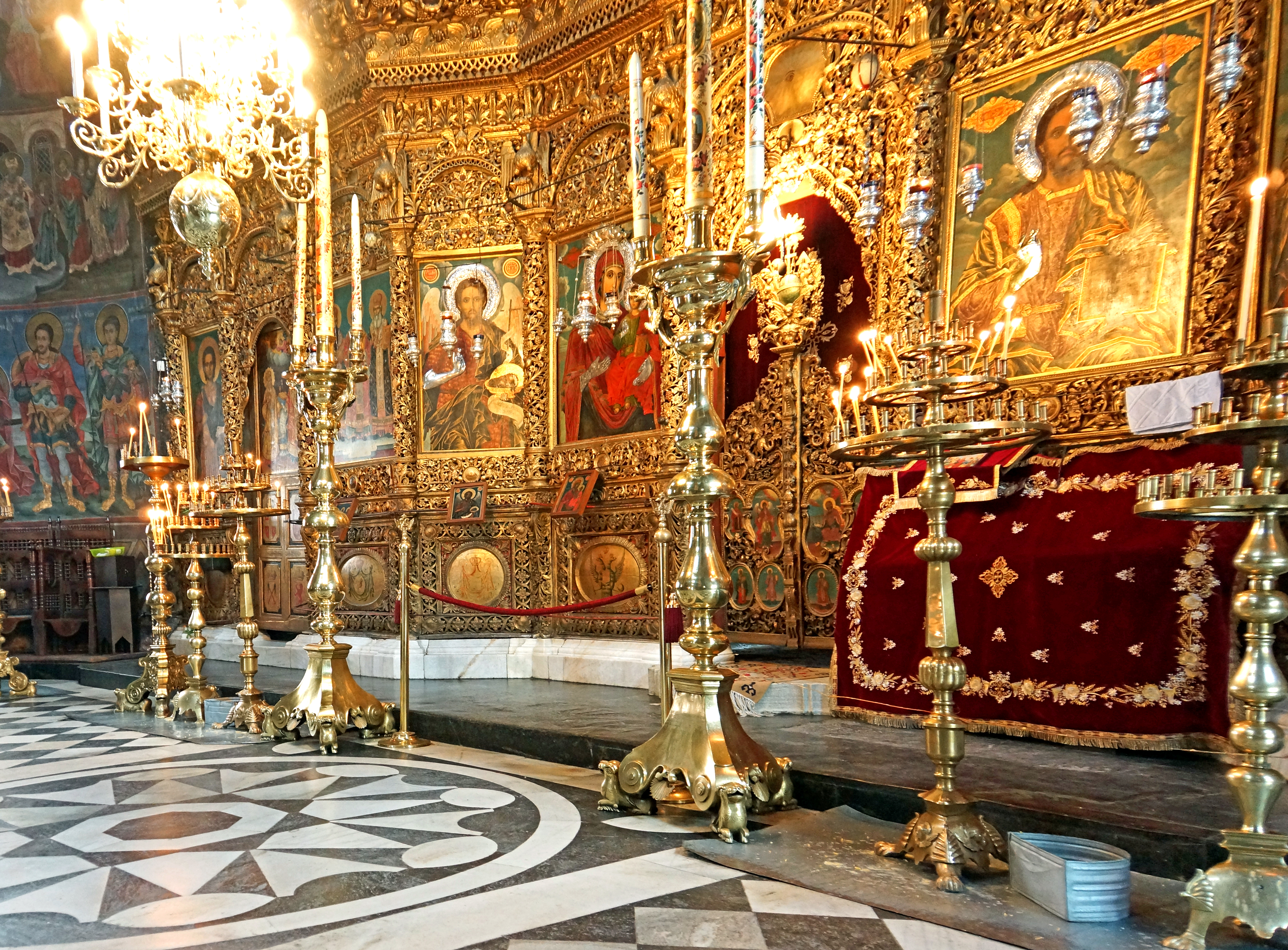
Мощи Иоанна Рильского в Рильском монастыре.

Мара заботилась и поддерживала православных христиан. В сербском монастыре Хиландар на Афоне умер её брат Григорий, в монастырь Святого Павла жертвовал её отец Георгий Бранкович. В 1479 году она сделала богатые вклады в оба монастыря, а также завещала монастырям свои поместья. Мара была ктитором Хиландара. В конце жизни Мара написала господарю Валахии Владу IV Монаху и просила его опекать после её кончины Хиландар.
Сочинение Владислава Граматика 1469 года посвящено перенесению мощей святого Иоанна Рильского из Трново в основанный святым монастырь. Монахи обратились к Маре с просьбой о разрешении султана. Мара отправилась к султану, который отдал приказ кади Трново. Перенос мощей прошёл торжественно. «Затем они сообщили благочестивой царице Марии о святом и о предстоящем в пути святом крестном ходе. Прочитав письмо и узнав о прибытии святителя, она весьма обрадовалась вместе со своими вельможами и написала им благодарственное письмо, в котором говорилось: „Благодарю Господа Бога, что в эти дни мощи святителя восстановлены“». По предположению болгарского литературоведа Георги Данчева, Владислав Граматик написал сочинение по заказу Мары.

Мара вмешалась в спор по поводу зимнего пастбища двух афонских монастырей — Хиландара и Зографа — на стороне Хиландара. В марте 1484 года в связи с этим Баязид издал указ санджакбею Исхаку-паше и кади Салоников. В июле 1486 года после повторного обращения Мары султан постановил, что пастбище, долгое время использовавшееся монахами Зографа, должно было быть возвращено монахам Хиландара.

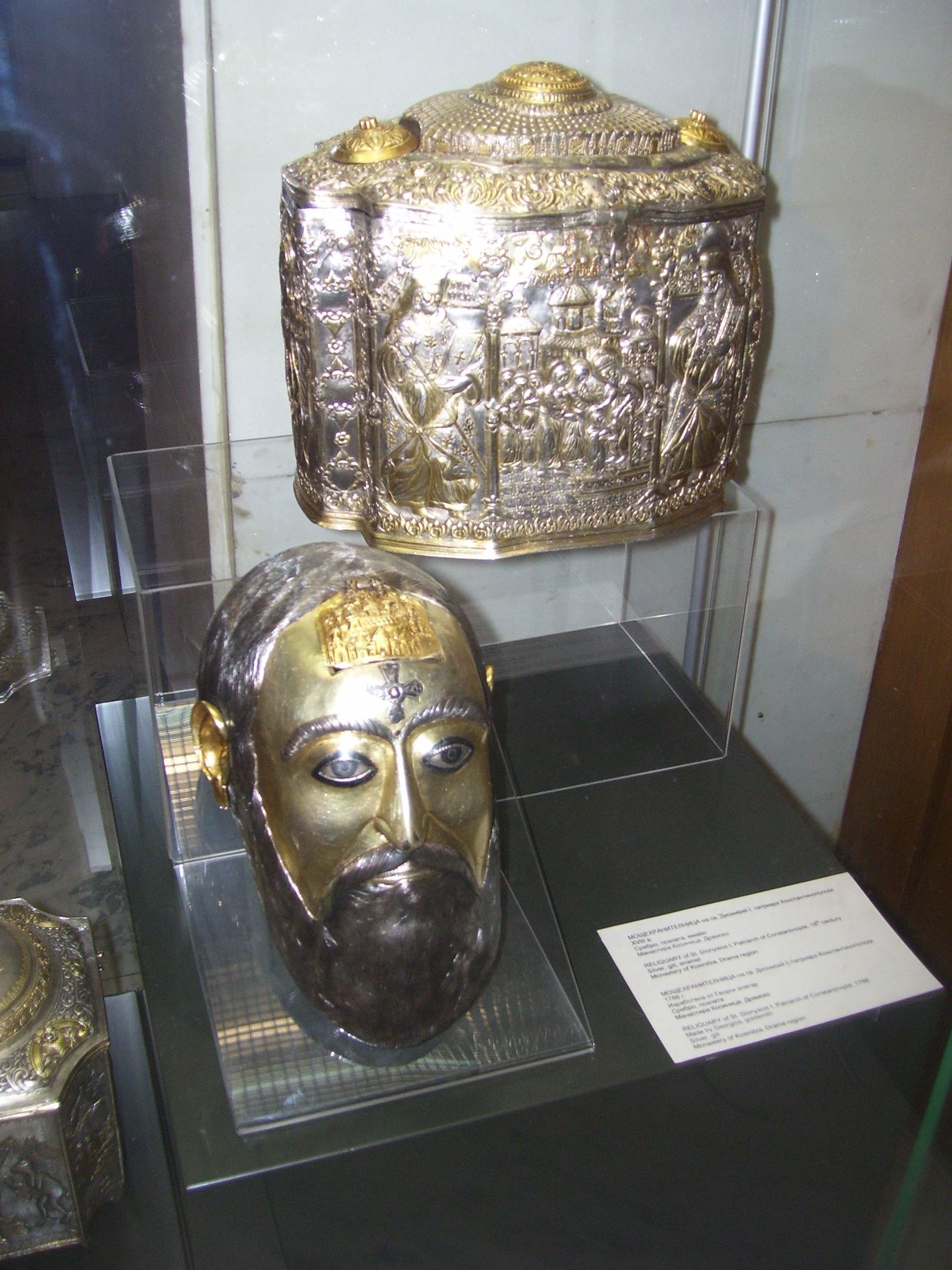
Реликварии XVIII с мощами Дионисия, вывезенными из монастыря болгарами. Ныне в Национальном историческом музее Болгарии.

Мара влияла на назначения на высокие церковные посты. В 1465 года за патриарший престол боролись Марк Ксилокарав и Симеон Трапезундский. Мара убедила Мехмеда заменить их епископом Филиппопольским Дионисием, её духовным наставником. Султан разрешил ей распорядиться по её желанию. Дионисий не мог справиться с должностью и, благодаря влиянию Мары, он смог удалиться в свой монастырь Икосифинисса, недалеко от усадьбы Мары. Мара продолжала влиять на назначение патриарха. Симеон купил себе звание патриарха, но через три года спустя Мара заменила его сербским монахом по имени Рафаил. Греки невзлюбили иностранца и свергли его. Следующим патриархом был снова протеже Мары. Она умерла 14 сентября 1487 года в Ежево и была похоронена в монастыре Икосифинисса.
В 1956 году в Ежево проводились раскопки. Примерно в 800 м от села находится холм с остатками средневекового поселения. Также там расположена ещё небольшая церковь с остатками фресок. К востоку от Куршумлии находятся остатки средневекового укрепления, известного как башня Мары.

## Легенда о дарах волхвов
М. Попович утверждает, что предание о дарах записано в начале XX века. Согласно легенде, Мара привезла в монастырь Св. Павла на Афоне дары волхвов (золото, ладан и мирру). В 1470 году на корабле султана она приплыла к Афону из Константинополя. У пристани монастыря она сошла на берег, навстречу ей из монастыря вышли все монахи во главе с настоятелем. По пути Мара услышала с неба голос Богоматери: «Маро, не ходи дальше». Она остановилась, помолилась и передала дары монахам. В память об этом на месте передачи даров построена часовня. По мнению М. Поповича, «Хотя подлинность этой истории вызывает споры в вторичной литературе, могут быть некоторые доказательства, подтверждающие её точность». Он апеллирует к тому, что в монастыре дары волхвов находятся до сих пор, к тому, что Мара имела доступ к Константинопольским христианским реликвиям, а также к существованию часовни. Согласно Р. Чук, в монастыре было найдено недатированное судебное разрешение османского кади, которое позволяло Маре Бранкович войти на Афон и посетить монастыри Св. Павла, Хиландар и Зограф. При этом, Р. Чук ссылалась на рукопись В. Бошкова, в которой после публикации этой информации не было. А. Фотич относит поездку Мары к легендам, которым нет подтверждения в исторических источниках. При этом он пишет не о дарах волхвов, а лишь о дарах Мары монастырю. По его мнению, в таких легендах может быть и доля истины.

## Личность
Источником её богатства были пособия и богатые земли, которые Мехмед выделил ей. Баязид II с уважением относился к Маре. В документах Мехмеда II и его сына Баязида II Мара называется «Деспина хатун» с почётным титулом. В документе Мехмеда почётный титул Мары «первая среди христианских женщин», а в документах Баязида II — «гордость христианского народа». Формулировки в официальных документах султанов свидетельствуют о большом уважении к Маре со стороны султанов, которые относились к ней как к члену своей семьи. По мнению Р. Чук, из истории с ослеплением братьев Мары видно, что «Мара имела значительное влияние на Мурада II, который согласился изменить своё решение после её просьбы». Мара поддерживала монастыри на Афоне: Хиландар и Святого Павла. Она влияла на назначения на высокие церковные посты. Трижды патриархами Константинополя были её протеже. То, что к Маре обращались за посредничеством в дипломатических переговорах, говорит о её влиянии и уважении к ней. Хронист XVI века писал о ней: «Госпожа Мара была женой султана Мурада, мачехой султана Мехмеда, который дал ей на содержание много земельных владений близ Серреса, в том числе Эзову [Ежево] и соседние места, и там она жила, как княгиня, наделённая властью, до конца своей жизни».

## В кино
В сериале «Восход Османской империи» роль Мары исполнила турецкая актриса Туба Бююкустун.